# André Boerstra
André Boerstra, född 11 december 1924 i Bandoeng, död 17 mars 2016 i Haag, var en nederländsk landhockeyspelare.
Boerstra blev olympisk silvermedaljör i landhockey vid sommarspelen 1952 i Helsingfors.